# Embraer 175
Embraer 175 – samolot pasażerski brazylijskiej firmy Embraer. 

## Historia
Samolot powstał jako rozwinięcie Embraer 170. Przed i za skrzydłami dodano po jednym segmencie kadłuba. Prototyp został oblatany 14 czerwca 2003 r.
Jest to wąskokadłubowy, regionalny odrzutowiec – nieznacznie wydłużona wersja Embraera 170, zabierająca na pokład 82 pasażerów. Jednym z użytkowników samolotów Embraer 175 (w wersji 175LR) są Polskie Linie Lotnicze LOT, które posiadają 12 maszyn tego typu w swojej flocie powietrznej. 

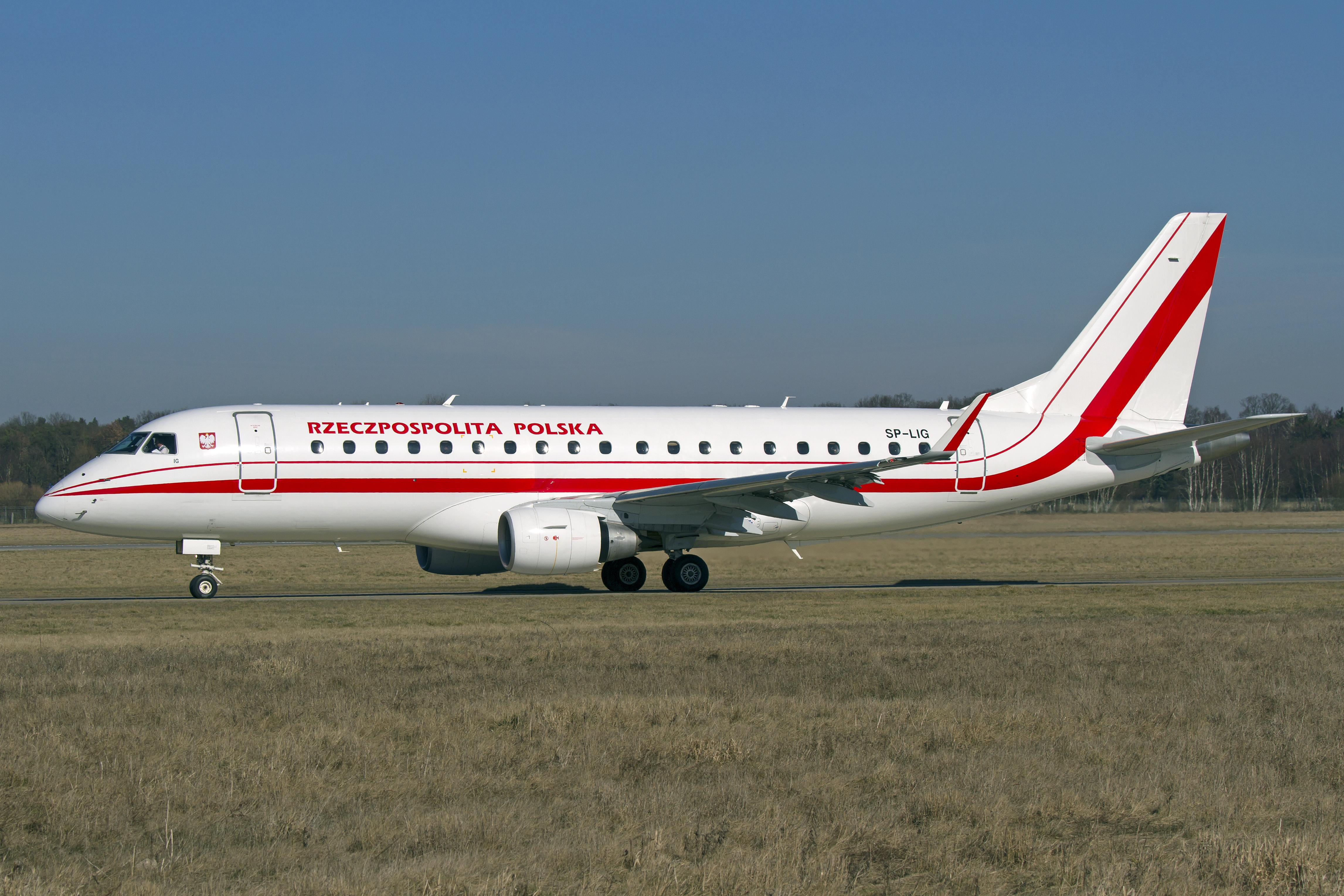
SP-LIG w polskim malowaniu rządowym

8 czerwca 2010 roku Ministerstwo Obrony Narodowej wyczarterowało należące do EuroLOT dwa Embraery 175 (SP-LIG i SP-LIH) do obsługi lotów najważniejszych osób w państwie. Umowa ma obowiązywać do roku 2017 z możliwością przedłużenia lub skrócenia. Koszty umowy to 25 mln zł rocznie.
Następnego dnia, 9 czerwca 2010 roku, Embraer 175 w narodowych barwach Polski odbył swój pierwszy lot. Na trasie z Warszawy do Brukseli samolot przewiózł między innymi premiera Donalda Tuska.
Wyczarterowane przez MON samoloty Embraer 175 pozostały maszynami cywilnymi i nie są oznaczone wojskową szachownicą lotniczą. Loty obsługiwane są przez pilotów i personel pokładowy PLL LOT.